# FK Sasa
Der FK Sasa Makedonska Kamenica (mazedonisch ФК Саса Македонска Каменица) ist ein nordmazedonischer Fußballverein aus dem Ort Sasa in der Region Makedonska Kamenica. Die Spieler werden auch als Rudari (Bergleute) bezeichnet. Die erfolgreichste Zeit des Vereins liegt in den 1990er Jahren. Heute spielt der Verein in der zweitklassigen Vtora Makedonska Liga Ost.

## Geschichte
Der Fußballverein FK Sasa wurde im Jahre 1968 von dort arbeitenden Bergarbeitern gegründet und die Erfolge hängen stark mit dem Betrieb der Mine des Ortes Sasa zusammen. Von 1992 bis 2001 spielte der Verein in der höchsten mazedonischen Spielklasse, der Prva Makedonska Liga, nachdem er 1992 Meister der mazedonischen Republikliga als Teil Jugoslawiens geworden war. Mit dem Ende der Minenförderung Ende der 1990er ging es mit FK Sasa bergab bis in die Drittklassigkeit. In der Saison 2016/17 stieg der Verein wieder in die 2. Liga auf und hat sich seitdem dort etabliert.

## Erfolge
- Mazedonische Republikliga: 1991/92